# Пильский повет
Пильский повет (пол. Powiat pilski) — повет (район) в Польше, входит как административная единица в Великопольское воеводство. Занимает площадь 1267,1 км². Население — 137 570 человек (на 31 декабря 2015 года).

## Административное деление
- города: Пила, Лобженица, Уйсце, Выжиск, Высока
- городские гмины: Пила
- городско-сельские гмины: Гмина Лобженица, Гмина Уйсце, Гмина Выжиск, Гмина Высока
- сельские гмины: Гмина Бялосливе, Гмина Качоры, Гмина Мястечко-Краеньске, Гмина Шидлово

## Демография
Население повета дано на 31 декабря 2015 года.
| Перепись            | Всего  | Мужчины | Женщины |
| ------------------- | ------ | ------- | ------- |
| Всего               | 137570 | 67408   | 70162   |
| Городское население | 88767  | 42753   | 46014   |
| Сельское население  | 48803  | 24655   | 44148   |